# Happy New Year (film, 2014)
Pour les articles homonymes, voir Happy New Year.
Pour plus de détails, voir Fiche technique et Distribution.
Happy New Year ou Bonne Année est un film indien réalisé par Farah Khan, sorti en 2014. 
Les rôles principaux sont tenus par Shahrukh Khan, Abhishek Bachchan et Deepika Padukone. C'est un projet que la réalisatrice et chorégraphe indienne porte depuis 2005 et dont le tournage a été de nombreuses fois reporté.

## Synopsis
Afin de venger son père injustement condamné à douze ans de prison, Charlie décide de dérober des diamants confié à Charan Grover, responsable du déshonneur de sa famille. Pour cela il réunit une bande de « bras cassés » composée de Nandu, alcoolique dont la principale qualité semble être de vomir sur commande ; Tammy, spécialiste dans l'ouverture de coffre fort ; Jag, ancien militaire expert en explosif et Rohan, jeune pirate informatique.
Pour parvenir à ses fins, la fine équipe décide de participer au championnat du monde de danse qui se déroule dans l'hôtel de Dubaï sous lequel sont deposées les diamants. Afin de rendre leur présence crédible, Charlie recrute Mohini, une danseuse de bar chargée d'entrainer les cinq compères.  

## Fiche technique
- Titre original : Happy New Year
- Titre original en hindi : हैप्पी न्यू ईयर
- Titre original en français : Bonne Année
- Réalisation : Farah Khan
- Scénario : Farah Khan, Althea Delmas Kaushal et Mayur Puri (hi)
- Photographie : Manush Nandan (en)
- Son : Baylon Fonseca
- Montage : Anand Subaya
- Musique : Vishal-Shekhar
- Lyrics : Irshad Kamil (hi)
- Chorégraphie : Farah Khan et Geeta Kapoor (en)
- Décors : Shashank Tere
- Costumes : Manish Malhotra
- Cascades et combats : Suniel Rodrigues et Dave Judge
- Production : Gauri Khan et Shahrukh Khan
- Société de production : Red Chillies Entertainment
- Sociétés de distribution : Red Chillies Entertainment, Yash Raj Films, T-Series, StudioCanal UK
- Pays d'origine :  Inde
- Langue originale : hindi
- Genre : comédie policière, thriller, film de casse
- Durée : 188 minutes
- Date de sortie :
  -  Émirats arabes unis : 23 octobre 2014
  -  Inde : 24 octobre 2014
  -  France : 31 décembre 2014
  -  Royaume-Uni : 20 janvier 2015

Source : Bollywoodhungama.com

## Distribution
- Deepika Padukone : Mohini
- Shahrukh Khan : Charlie
- Abhishek Bachchan : Nandu Bhide/Vicky Grover
- Sonu Sood : Jag
- Boman Irani : Tammy
- Vivaan Shah : Rohan
- Jackie Shroff : Charan Grover
- Anupam Kher : père de Charlie
- Dino Morea, Anurag Kashyap, Vishal-Shekhar : caméo